# Курси Симона
Курси Симона, або Драматичні курси Рене Симона (фр. Cours Simon) — приватна школа акторського мистецтва у Парижі (Франція), заснована у 1925 році Рене Симоном. Є одним з найстаріших театральних навчальних курсів для професійних акторів.

## Відомі випускники
За час свого існування випускниками школи стало багато знаменитостей, серед яких:
- Жан-П'єр Бакрі
- Жак Балутен
- Ісаак де Банколе
- Марі-Крістін Барро
- Наталі Бей
- Гі Беар
- Гі Бедо
- Клод Беррі
- Жерар Блен
- Дені Бун
- Патрік Бушіте
- Мішель Буажена
- Френк Борд
- Клод Брассер
- Забу Брайтман
- Симона Валер
- П'єр Ванек
- Марта Віллалонга
- Мішель Вітоль
- Анрі Гарсен
- Жорж Ґітарі
- Жульєн Гійомар
- Мішлін Дакс
- Даніель Делорм
- Мілена Демонжо
- Софі Демаре
- Аріель Домбаль
- Анні Дюпре
- Даніель Евеню
- Даніель Желен
- Ерік Женовезе
- Клод Жансак
- Сільвія Жолі
- Гі Зільберштейн
- Жак Іжлен
- Робер Ірш
- Бернар Кампан
- Роже Карель
- Марія Казарес
- Жан-П'єр Кассель
- Жак Кастело
- Франсуа Клюзе
- Жан-Лоран Коше
- Клотильда Куро
- Ніколь Курсель
- Марі Лафоре
- Режис Лапале
- Жан Лефевр
- Філіп Лемер
- Поль Ле Персон
- Жан Ле Пулен
- Ксав'є Летурнер
- Франсуа Леванталь
- Жудіт Магр
- Жаклін Майян
- Валері Мересс
- Марта Меркадьє
- П'єр Монді
- Гі Монтаньє
- Дженніфер Море
- Мішель Морган
- Марі-Жозе Нат
- Юбер Ноель
- Сесіль Обрі
- Жан-П'єр Омон
- Робер Оссейн
- Марія Паком
- Женев'єва Паж
- Жан-Клод Паскаль
- Франсуа Пер'є
- Мішель Пікколі
- Домінік Пінон
- Патрік Пойвей
- Попек
- Мішлін Прель
- Мартен Прово
- Серж Реджані
- Жан Рено
- Ален Рене
- Клод Ріш
- Анна Романофф
- Каролін Сельє
- Мішель Серро
- Елен Сюржер
- Жан-Марк Тібо
- Патрік Тімсі
- П'єр Трабо
- Шарлотта де Туркхейм
- Жерар Урі
- Франсуаза Фабіан
- Крістін Фабрега
- Мішель Фаворі
- Андре Фалькон
- Едвіж Фейєр
- Жерар Філіп
- Дельфін Форест
- Софі Форте
- Жак Франсуа
- Самі Фрей
- Луї де Фюнес
- Філіп Хорсан
- Патрік Шене
- Френсіс Юстер